# Frederick Smith (entomólogo)
Frederick Smith (30 de marzo de 1805 - 16 de febrero de 1879) fue un naturalista, entomólogo, y botánico inglés.
Smith trabajó en el departamento de zoología del Museo Británico en 1849, especialista en himenópteros. En 1875 fue promovido a "curador asistente" en apicultura en el Departamento de Zoología.
Smith fue presidente de la Sociedad Entomológica de Londres entre 1862 y 1863.

## Algunas publicaciones
- Catalogue of Hymenopterous Insects (parte 7, 1853-1859)

- Nomenclature of Coleopterous Insects (partes 5 en 1851 y 6 en 1852)

## Abreviatura (zoología)
La abreviatura F. Smith  se emplea para indicar a Frederick Smith como autoridad en la descripción y taxonomía en zoología.

- La abreviatura «F.Sm.» se emplea para indicar a Frederick Smith como autoridad en la descripción y clasificación científica de los vegetales.[2]